# Triebenbach (Palten)
Der Triebenbach ist ein Zufluss der Palten, die über die Enns zur Donau entwässert.
Er entspringt im Triebental in Hintertriebental durch den Zusammenfluss des linken Mödring- und des rechten Kettentalbachs und fließt in nördlicher bis nordwestlicher Richtung, größtenteils im Gemeindegebiet von Hohentauern. Nachdem er zuletzt den Hauptort der Stadtgemeinde Trieben an deren linken Talrand durchquert hat, die einzige größere Ansiedlung an seinem Lauf, mündet er nördlich der Ortschaft Sankt Lorenzen im Paltental von Trieben von links in die Palten.
Wenig vor der Gemeindegrenze von Trieben steigt die auch Triebener Straße genannte B 114 aus dem Nebental des Tauernbachs ins Tal ab und läuft in ihm weiter bis Trieben.